# Huy hiệu Oklahoma
Huy hiệu Oklahoma là huy hiệu chính thức của tiểu bang Oklahoma có hình ngôi sao năm cánh màu trắng nằm trong một vòng tròn.
Ở trung tâm huy hiệu là hình ảnh huy hiệu cũ của Vùng lãnh thổ Oklahoma với hình ảnh một người da trắng và một người da đỏ bắt tay nhau, tượng trưng cho tình đoàn kết sắc tộc tại Oklahoma. Năm cánh sao có những hình ảnh biểu tượng của "Năm bộ tộc văn minh" là Cherokee, Chickasaw, Choctow, Creek và Seminole. Phần hình tròn màu xanh lam bao xung quanh ngôi sao có 45 ngôi sao nhỏ màu trắng, tượng trưng cho 45 tiểu bang trước đó trong liên bang, khi Oklahoma là tiểu bang thứ 46.